# Bonaventura Codina i Augerolas
Bonaventura Codina i Augerolas   (Hostalric, 3 de juny de 1785 - Las Palmas de Gran Canaria, 18 de novembre de 1857) fou un eclesiàstic, pare de la Congregació de la Missió i bisbe de Gran Canària. Ha estat proclamat Servent de Déu per l'Església catòlica.

## Biografia
Nascut a Hostalric, va estudiar-hi la primària i després marxà a la Universitat de Cervera, on es graduà en Filosofia i Teologia. Sacerdot de la Congregació de la Missió, va anar a la comunitat de Badajoz en 1828 i en 1833 és nomenat superior de la casa central, lloc de formació dels nous preveres. Després de les persecucions de 1834, que portaren la mort d'alguns pares paüls, va ser, el 1841, visitador superior de la congregació a Espanya. L'any 1845 va publicar a Madrid l'obra llatina Expositio ascetico-moralis pontificalis Romani.
Fou proposat com a bisbe de Gran Canària després que el seu antecessor Judas Tadeo José Romo y Gamboa fos nomenat arquebisbe de Sevilla. Va arribar a Las Palmas de Gran Canaria el 14 de març de 1848. El moment era difícil, ja que estava obert el conflicte entre l'Església i l'Estat. Va reformar el seminari diocesà, que al final del bisbat va encomanar als jesuïtes, i el capítol de la catedral.

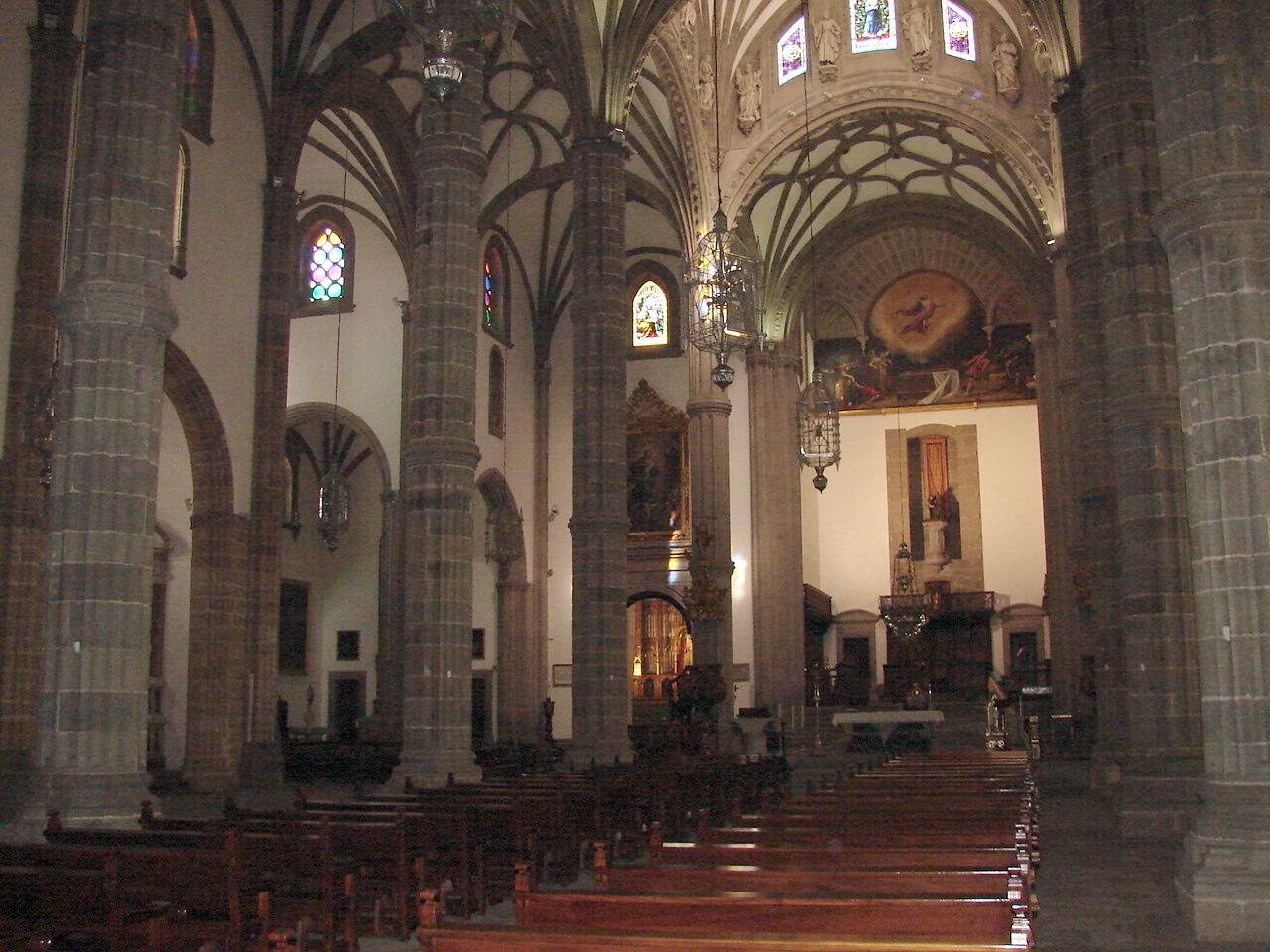
Catedral de Las Palmas.

Continuà treballant en l'apostolat, i va anar a l'arxipèlag acompanyat per Antoni Maria Claret perquè hi fes missions populars, que començaren el mateix 20 de març de 1848. Durant l'epidèmia de còlera del juny de 1851, i mentre la majoria de la població i les autoritats fugen als pobles de l'interior, Codina roman a la capital, atenent els moribunds i malalts, al front dels altres clergues. L'agost es va donar per acabada l'epidèmia, però la població s'havia reduït a la meitat i hi hagué una greu crisi, amb fam i misèria. Codina busca ajuts i esdevé el primer benefactor de la campanya.
El govern li va concedir la Gran Creu d'Isabel la Catòlica, però el bisbe va plànyer que no ajudés d'altra manera a la població i que ja en tenia prou amb la seva creu de fusta. Al final de la seva vida, el superior de la Congregació de la Missió, el pare Étienne, va expulsar-lo per no haver-li notificat el seu nomenament com a bisbe, anys enrere. Codina intentà aclarir el malentès per carta, però poc després va patir un accident a Tafira que li provocà un edema del qual morí el 18 de novembre de 1857.

## Veneració
El 1978 s'exhumaren les restes mortals del bisbe a la Catedral de Las Palmas, trobant-se'n el cos incorrupte. Avui s'exposa a la capella de Ntra. Sra. de Los Dolores de la mateixa catedral.
El seu procés de beatificació és obert, incoat per la diòcesi de Las Palmas. La causa s'obrí el 19 de gener de 1995 i les actes es presentaren a Roma el febrer de 2001, havent-se aprovat. Ha estat proclamat Servent de Déu.